# Yuppie
Un yuppie (de l'anglès young urban professional, «jove professional urbà») fa referència a joves adults d'educació universitària, ambiciosos, frenètics, d'ideologia conservadora i un salari elevat, que treballen o viuen en una gran ciutat. L'acrònim va aparèixer a començaments dels anys 1980.

## Història
Tot i que sota disputa, es considera que Joseph Epstein és el pare del terme el 1982. En tot cas, la primera aparició escrita del terme seria el maig de 1980 en un article de la revista Chicago per Dan Rottenberg. El terme va guanyar popularitat als Estats Units d'Amèrica el 1983 quan el columnista Bob Greene va publicar una història d'un grup d'una xarxa de negocis fundada el 1982 per l'antic líder radical Jerry Rubin, abans del Youth International Party (YIP) (els seus membres es deien yippies); Greene va dir que havia sentit de gent del grup (que havia conegut a Studio 54) fer broma que Rubin «havia passat de ser un yippie a ser un yuppie». El titular de la història de Green va ser From Yippie to Yuppie (De Yippie a Yuppie). L'humorista de l'East Bay Express Alice Kahn també defensa que ella va inventar el terme en una columna del 1983. L'ús del terme va proliferar arran de l'aparició del llibre The Yuppie Handbook el gener 1983, i tot seguit amb la candidatura del senador Gary Hart a President dels Estats Units d'Amèrica el 1984, que va rebre l'apel·latiu de «candidat yuppie». El terme va utilitzar-se per descriure en termes polítics el grup demogràfic d'aquells votants socioliberals però alhora conservadors fiscalment que donaven suport a la candidatura de Hart. La revista Newsweek va designar el 1984 «L'any del Yuppie». L'acrònim alternatiu yumpie, per young upwardly mobile professional, s'utilitzà també durant els 1980 però no va acabar de quallar.
El 1985, en un número del The Wall Street Journal, Theressa Kersten de SRI International va descriure que alguns individus que encaixarien en la descripció van començar a rebutjar que se'ls identifiqués amb aquest terme.
Amb el temps el terme va perdre les connotacions polítiques, però arran del Dilluns negre de 1987, va guanyar més connotacions negatives que encara perduren: vists com uns frenètics, sense gaire modèstia que pensen que llur èxit només és el resultat de llur mèrit i talent. El 8 d'abril de 1991, la revista Time va proclamar la mort del yuppie en un in memoriam de broma. Ara és un manlleu que sembla passat de moda.

## En les arts
- Un yuppie amb estrès, versió catalana del film Checking Out (1989)[15]
- «Yuppie Up in Africa», cançó de l'àlbum Collage Joan Bibiloni Febrer (2021)[16]
- Qui paga, mana, novel·la de Xavier Moret sobre un hippie i un yuppie que es troben a Barcelona (2009)[17]
- No tinc remei, novel·la de Narcís Juanola i Roura, sobre Cast Folgueres, un yuppie sense gaires escrúpols.[18]